# Rousettus linduensis
Rousettus linduensis é uma espécie de morcego da família Pteropodidae. Endêmica da Indonésia, é conhecida de apenas quatro espécimes coletados nas florestas pantanosas da vila de Kenawu, Lago Lindu, Parque Nacioanl Lore Lindu, no centro de Sulawesi.